# نبرد یونان
نبرد یونان که با نام عملیات ماریتا نیز شناخته می‌شود، نبردی در جنگ جهانی دوم بود که از روز ۶ آوریل سال ۱۹۴۱ با حمله ورماخت به یونان آغاز شد و در نهایت به شکست یونان و پیروزی آلمان انجامید.

## تأثیر بر عملیات بارباروسا
بسیاری از تاریخ‌دانان بر این عقیده بوده‌اند که اگر آلمان از بالکان صرف نظر می‌کرد می‌توانست عملیات بارباروسا، تهاجم خود به شوروی، را زودتر آغاز کند و احتمالاً پیروز شود. وینستون چرچیل، نخست‌وزیر بریتانیا در این باره می‌گوید: «پیروزی‌های آلمان در بالکان با وجود سرعت بالا، بسیار کند صورت گرفت. این مسئله تهاجم آلمان به روسیه را به تأخیر انداخت و بدین شکل احتمالاً مسکو را نجات و مسیر کلی جنگ را تغییر داد.» به هر صورت اجماعی در این ارتباط وجود ندارد و تعدادی دیگر از تاریخ‌دانان عملیات در بالکان را بی‌تاثیر بر نتایج عملیات بارباروسا می‌دانند. جیمز اِلمَن در این باره می‌نویسد:
می‌بایست در این باره سه نکته مهم را در نظر گرفت. نخست این که آب‌شدن بهاره برف‌ها در سال ۱۹۴۱ در شرق اروپا به شکل غیر معمولی دیر اتفاق افتاد و خود می‌توانست باعث به تعویق افتادن آغاز بارباروسا بدون توجه به حوادث بالکان شود. دوم، بیرون کردن نیروهای بریتانیایی از یونان یک ضرورت راهبردی برای آلمان و نه یک تصمیم عجولانه ناشی از کینه شخصی بود. تهاجم بمب‌افکن‌های بریتانیایی از بالکان علیه میدان‌های نفتی رومانی در پلوشتی می‌توانست تهدیدی جدی برای ماشین جنگی هیتلر باشد. نهایتاً، مشخص نیست که تسخیر مسکو در سال ۱۹۴۱ می‌توانست باعث پیروزی آلمانی‌ها شود.
چندین منبع نظامی آلمانی نقل کرده‌اند که در هفته‌های نخست ماه ژوئن رود بوگ همچنان در حال طغیان و اراضی مرکزی مرز با شوروی گل‌آلود بوده‌است. موفقیت عملیات بارباروسا به پیشروی سریع و عمیق نیروهای زرهی ورماخت جهت محاصره و انهدام قوای ارتش سرخ در نزدیکی مرز بستگی داشت؛ درحالیکه زمین گل‌آلود دشمن بزرگی برای این گونه رزم (بلیتس‌کریگ) به حساب می‌آمد. جان کیگِن می‌گوید عملیات ماریتا تأثیر اندکی بر زمان آغاز عملیات بارباروسا داشت. به نقل از کیگن نیروی زمینی آلمان با دشواری غیرمنتظره‌ای در استقرار یگان‌های خود برای عملیات بارباروسا در لهستان مواجه شد و سیلابی بودن رودهای شرق اروپا فرا تر از تاریخ پیش‌بینی‌شده نیز به این معنا بود که عملیات بارباروسا نمی‌توانست خیلی زودتر از هفته سوم ماه ژوئن آغاز شود. از طرفی با توجه به وابستگی ورماخت به صدها هزار اسب جهت مقاصد ترابری و در دسترس نبودن علوفه در این هنگام، شروع عملیات بارباروسا در این شرایط می‌توانست باعث کاهش سرعت آن زودتر از آنچه در واقعیت اتفاق افتاد، گردد.
در بعد راهبردی بالکان اهمیت بالایی برای آلمان داشت. آغاز تهاجم آلمان به شوروی و توقف تجارت بین دو کشور، رایش را کاملاً وابسته به واردات نفت از رومانی می‌ساخت. آلمان نمی‌توانست هیچگونه تهدیدی علیه این منبع را تحمل کند. در همین حال بریتانیایی‌ها در تلاش برای ایجاد یک اتحادیه در بالکان علیه آلمان بودند. این مسئله تهدیدی بزرگ علیه آلمان مخصوصاً پس از اعزام بیشتر نیروهای نظامی آن به جنگ علیه شوروی بود. با توجه به این موضوعات جیمز المن دست زدن آلمان به عملیات ماریتا را بر پایه «عوامل روشن ژئوپولیتیک» می‌داند که در مقابل «خسارت اندک» «منافع راهبردی بزرگی» برای آلمان حاصل کرد.

## غرامت
آلمان در سال ۱۹۶۰، ۱۱۵ میلیون مارک غرامت به یونان پرداخت کرد. این تنها بخش کوچکی از خواسته‌های یونان بود ولی به شرط صرف‌نظر یونان از باقی مطالباتش پرداخت شد. به گفته یونان مطالبات اصلی در توافق ۱۹۶۰ منظور نشده، از جمله پرداخت غرامت بابت تخریب زیرساخت‌ها، جنایت‌های جنگی و بازپرداخت وامی که به اجبار از یونان اشغالی گرفته شده بود. بر اساس تخمین‌های قبلی، مطالبات یونان شاید به ۱۶۲ میلیارد یورو برسد. آلمان اصرار دارد که مسئله غرامت پیش از اتحاد مجدد آلمان، به شکل حقوقی و سیاسی حل شده بود و از این که یونان در جریان پیوستن به حوزه یورو در این باره مذاکره نکرد ابراز تعجب می‌کند. بر اساس حکمی که سال ۲۰۰۰ از طرف دیوان عالی یونان صادر شد، آلمان باید ۲۸ میلیون یورو به اقوام کشته‌شدگان بپردازد. این رای اجرایی نشد و در سال‌های بعد هم بررسی پرونده در دادگاه‌های بین‌المللی به بن‌بست کشیده شد. بر اساس رای دیوان عالی، یونان می‌تواند اموال آلمان را بابت غرامت ضبط کند اما وزیر دادگستری وقت آن را اجرایی نکرد.